# Hypostomus corantijni
Hypostomus corantijni är en fiskart som beskrevs av Boeseman, 1968. Hypostomus corantijni ingår i släktet Hypostomus och familjen Loricariidae. Inga underarter finns listade i Catalogue of Life.